# Чжан Тяньчэнь, Иоанн
Иоанн Чжан Тяньчэнь  (кит. 張天申 若望, 1805 — 18 февраля 1862) — святой Римско-Католической Церкви, мученик.

## Биография
Чжан Тяньчэнь родился в 1805 году в области Кайчжоу провинции Гуйчжоу в бедной семье. С самого раннего возраста начал работать. Его молодая жена умерла после рождения третьего ребёнка и он вновь женился. Во втором супружестве у него родилось 15 детей, но из них выжило только две дочери. Во время посещения областного центра встретил катехизатора Тана, который рассказал ему о христианской вере. После возвращения домой рассказал своей жене и детям о христианстве. 18 января 1862 года принял вместе с женой таинство крещения. Через месяц Иоанн Чжан Тяньчэнь был арестован, формально осуждён и казнён за свою веру вместе со священником Жан Пьером Нээлем, Мартином У Сюэшэн, Иоанном Чэнь Сянхэн. Их отрубленные головы выставили на публичное обозрение на воротах города в качестве предупреждения для желающих принять христианство.

## Прославление
Иоанн Чжан Тяньчэнь был беатифицирован 2 мая 1909 года папой Пием XI и канонизирован 1 октября 2000 года Римским Папой Иоанном Павлом II вместе с группой 120 китайских мучеников.
День памяти в — 9 июля.

## Источник
- George G. Christian OP, Augustine Zhao Rong and Companions, Martyrs of China, 2005, стр. 55  (англ.)